# Aigrette roussâtre
Egretta rufescens
Espèce
Répartition géographique
- résident permanent
- non nicheur

Statut de conservation UICN

 NT  : Quasi menacé
L'Aigrette roussâtre (Egretta rufescens) est une espèce d'oiseaux de la famille des Ardeidae.

## Description
L'Aigrette roussâtre mesure 66 à 81 cm pour une masse d'environ 450 g.

## Répartition
Cet oiseau fréquente le pourtour de Cuba, du Yucatán, de la Floride et du Golfe du Mexique.

## Alimentation
Cette espèce se nourrit surtout de petits poissons mais aussi de grenouilles, de têtards, de crustacés et d'insectes.

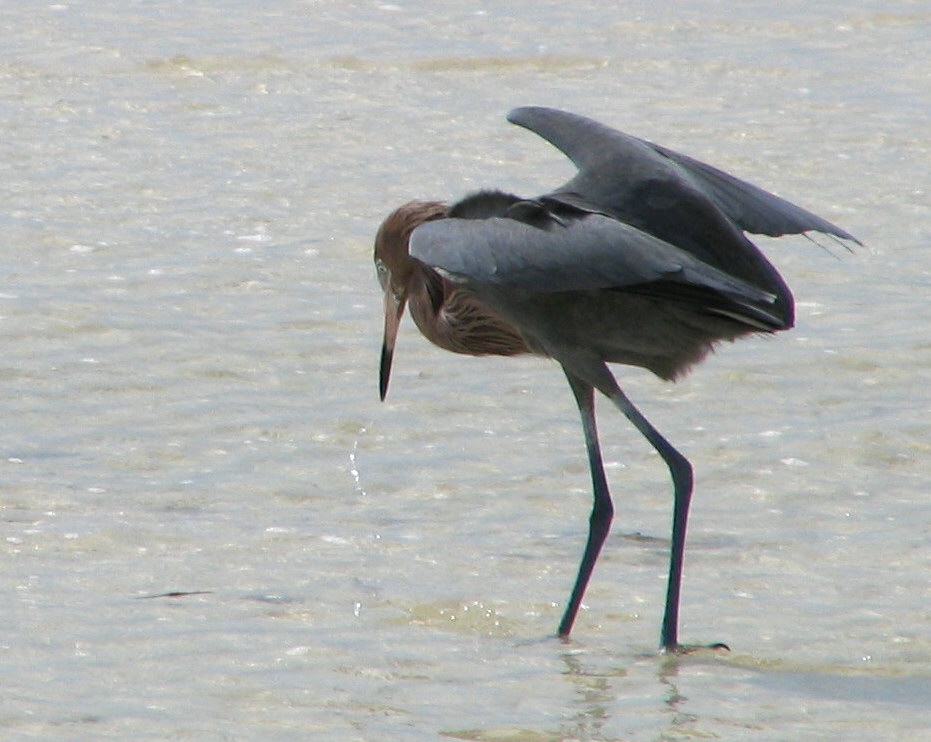
Pêche à l'ombrelle

Pour traquer ses proies, l'aigrette marche lentement puis, lorsqu'elle trouve par exemple un banc de poissons, elle les poursuit en courant de tous côtés en battant des ailes. Elle étend parfois ses ailes comme une ombrelle autour de ses pieds et de sa tête. Cette technique lui permet de diminuer les reflets du soleil, et également de figer les poissons à ses pieds qui se croient alors à l'abri.

## Sous-espèces
D'après la classification de référence (version 14.1, 2024) de l'Union internationale des ornithologues, l'Aigrette roussâtre possède 2 sous-espèces (ordre philogénique) :
- Egretta rufescens rufescens (Gmelin, JF, 1789) ;
- Egretta rufescens dickeyi (Van Rossem, 1926).